# 独库公路博物馆
独库公路博物馆（維吾爾語：مايتاغ-كۇچا تاشيولى مۇزېيى‎）是中华人民共和国新疆维吾尔自治区首家公路主题博物馆，位于克拉玛依市独山子区，展出内容以独库公路的修建、沿途景点等为主。
独库公路博物馆是国家AAA级旅游景区、新疆维吾尔自治区红色旅游经典景区、新疆维吾尔自治区特色博物馆。

## 独库公路
1964年4月，中国共产党中央委员会主席毛泽东作出“搞活天山”的批示，于是新疆维吾尔自治区、中国人民解放军新疆军区、新疆生产建设兵团开始修筑独库公路的前身——天山战备国防公路。到1974年，部分便道完成修筑，为之后的公路建设打下基础。1974年4月，中华人民共和国国务院、中央军事委员会下达《关于加快天山国防公路建设的命令》，军委工程兵第四工区（辖工建一三八团、工建一六一团、工建一六八团）进疆参与到天山战备国防公路的建设之中，投入兵力13000人。此后十年间，筑路官兵共修筑3条隧道，共长3350余米；65座桥梁，共长约1900米；1300道涵洞；近260米的防雪走廊。砌筑防护工程近30万立方米，开挖路基土石方2300万立方米。修筑独库公路共致168名战士牺牲，几千名官兵受伤。
1983年9月，独库公路建成通车。独库公路的建成使南北疆公路路程由超过1千公里缩短至560余公里。因独库公路沿途存在雪山、湖泊、森林、草原等不同景观，不仅吸引着游客前往，也受到包括《中国国家地理》杂志在内的媒体以及自媒体的关注，《中国国家地理》称其为“纵贯天山脊梁上的景观大道”。

## 建馆历史
随着独库公路热度的上涨，独山子区人民政府自2018年起在独库公路零公里处建立起独库公路博物馆。博物馆征集展品的过程中，工作人员先后走访27个城市，与超过200名参与修路的老兵或见证者见面，获得超千件（套）实物、文献资料，超1500张照片。2020年6月12日，独库公路博物馆建成开馆。
独库公路建成后，先后于2020年12月、2021年1月、2022年5月成为国家AAA级旅游景区、新疆维吾尔自治区红色旅游经典景区、新疆维吾尔自治区特色博物馆。2023年2月，在中国交通报社主办的中国大陆首届全国交通运输优秀文博馆推选展示活动中，独库公路博物馆获“优秀文博馆”称号。

## 展出活动
独库公路博物馆建筑面积超过1700平方米，除展厅外，还包含游客接待区、旅游咨询区、综合购物区。博物馆展厅面积1200平方米，展厅分为五大部分：序厅、城市篇、历史篇、景观篇、尾厅。其中序厅主题为“不朽传奇 独库风华”，以独库公路沿途地质地貌为主要展示对象。城市篇主题为“戈壁明珠 天山骄子”，以独山子区的区情、历史等为主要内容。历史篇的主题是“开天辟地 英雄筑路”，以建设独库公路为主要内容，展出方式包括油画、雕塑、文物藏品、场景还原等。景观篇以“同天四季 魅力独库”为主题，主要内容是展出和介绍独库公路沿途的景区、景点。“启梦天山 畅游新疆”是尾厅的主题，内容以展出和介绍新疆各地的风光为主。
除在展馆的展览外，还会以流动博物馆的形式在独山子多地开展文物展出和征集活动。

## 图库

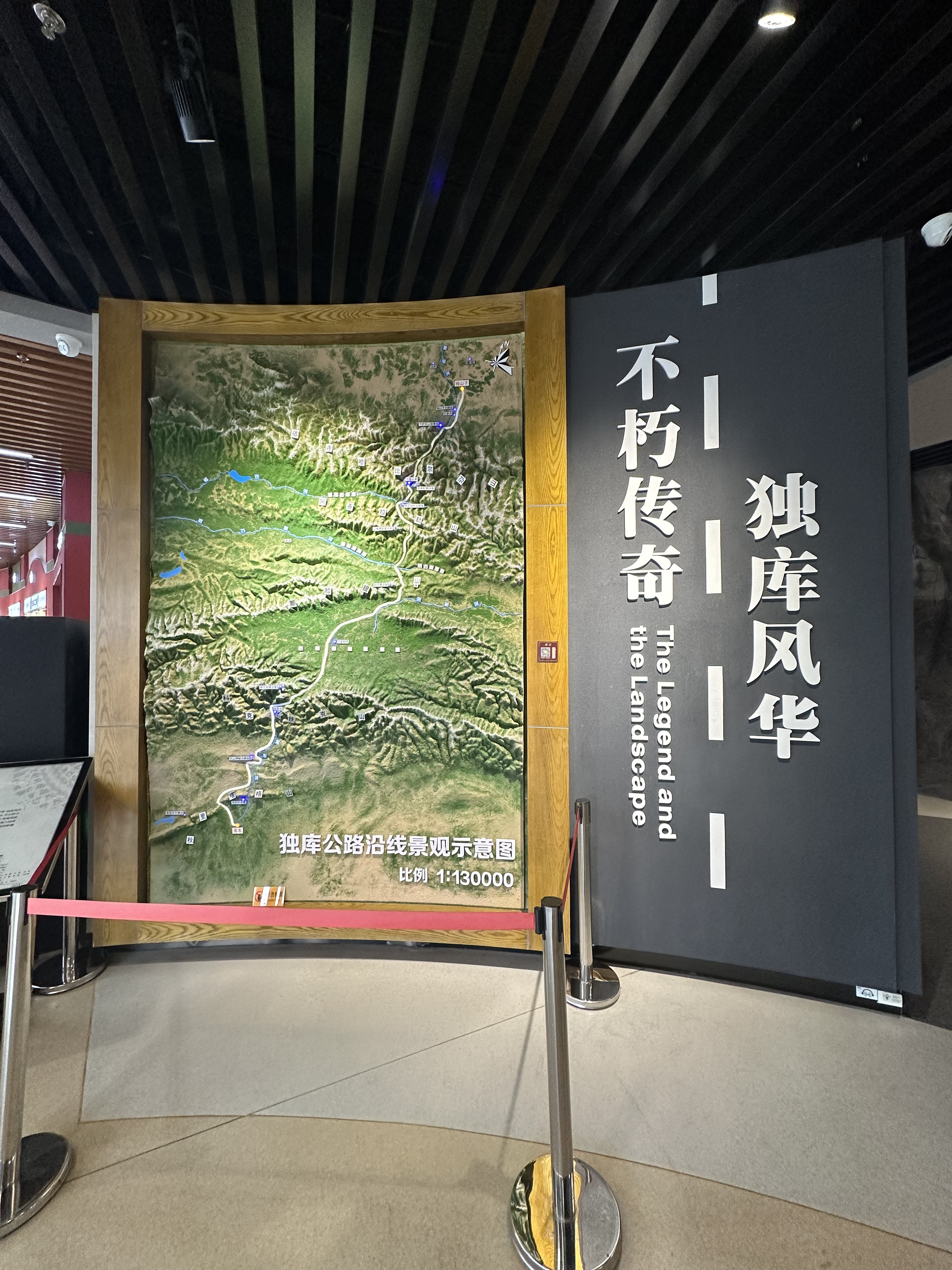
独库公路博物馆序厅——不朽传奇 独库风华
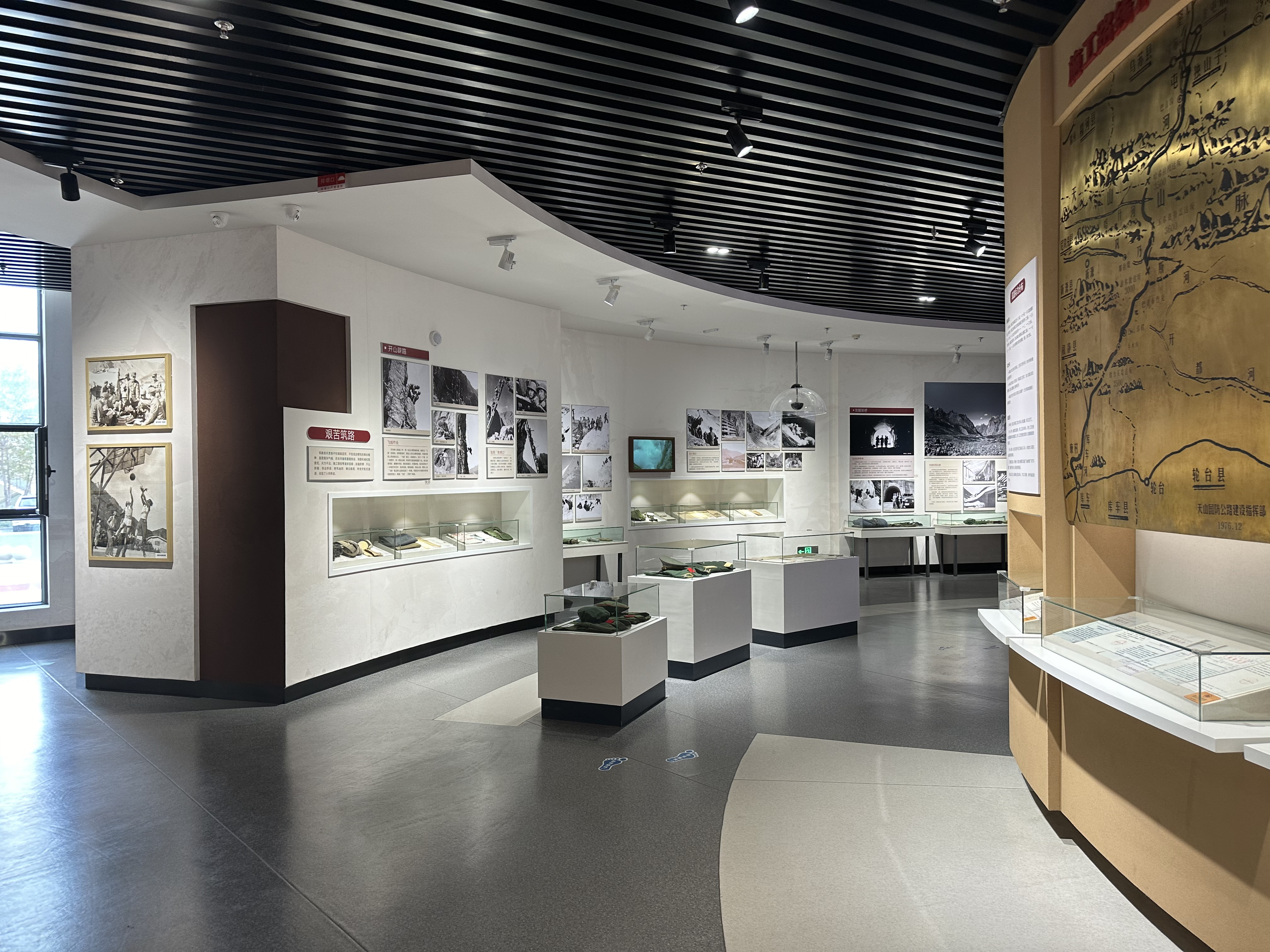
独库公路博物馆展厅
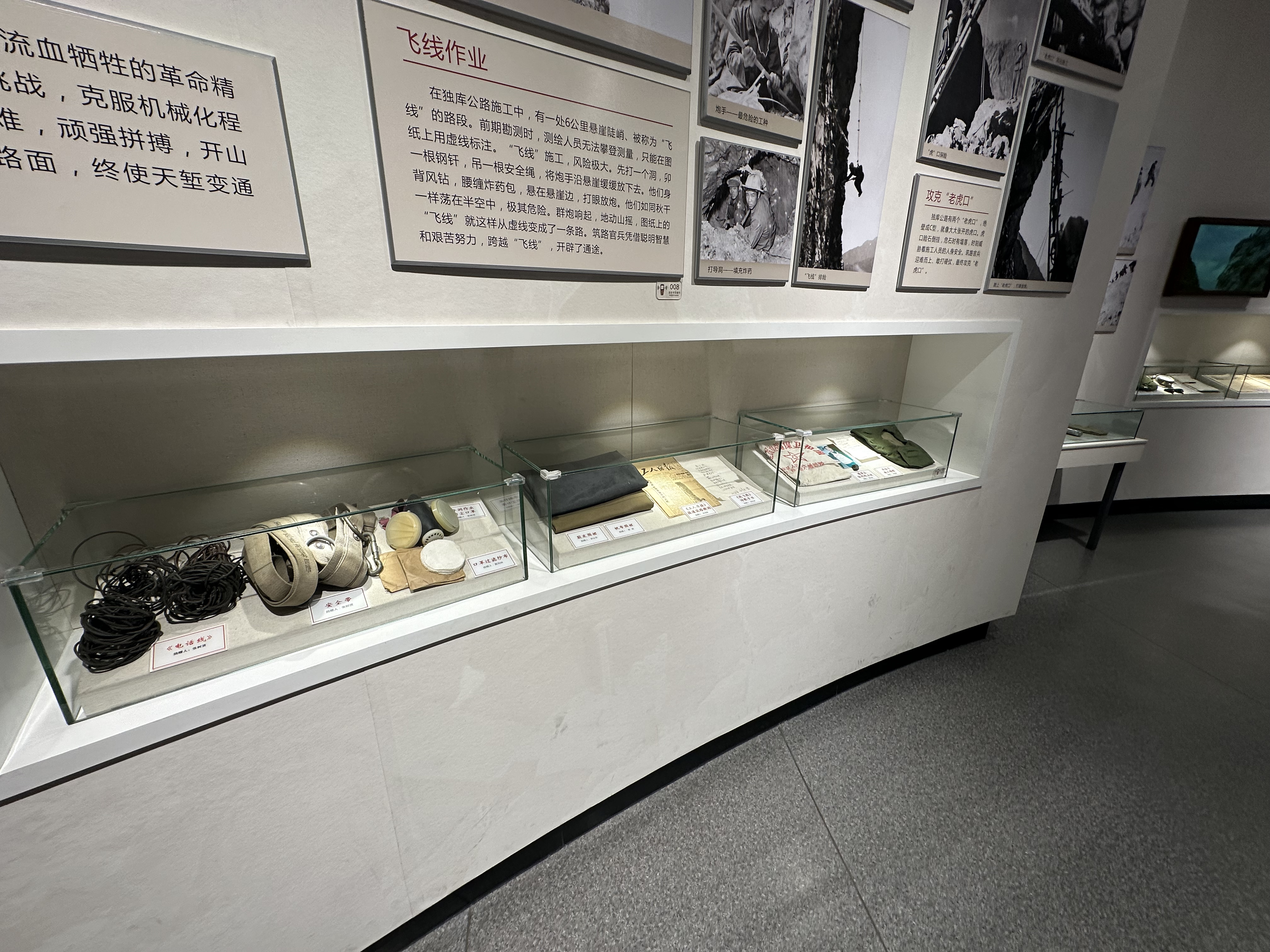
独库公路博物馆展厅
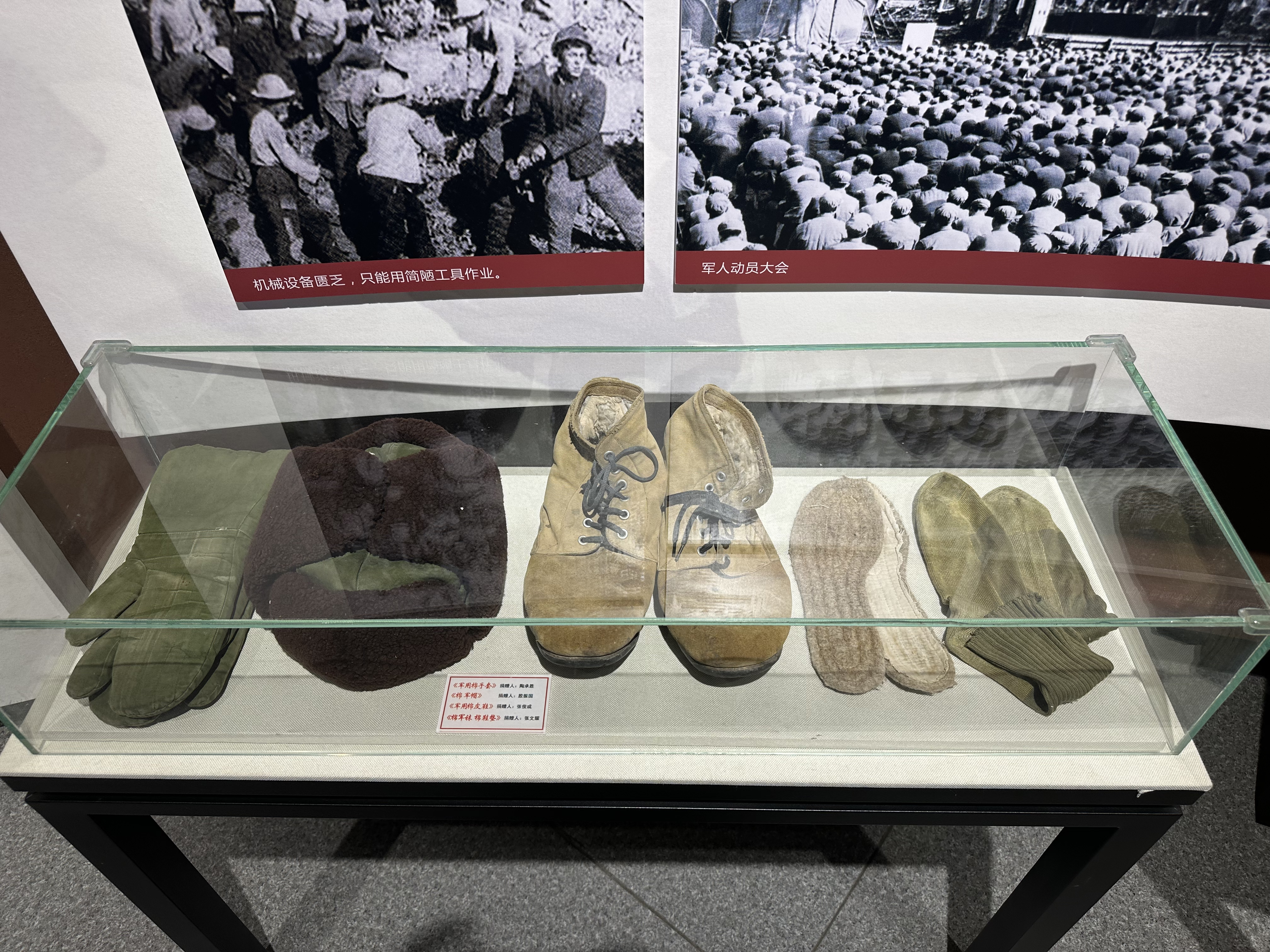
独库公路博物馆的展品——军用棉手套、棉军帽、军用棉皮鞋、棉军袜棉鞋垫
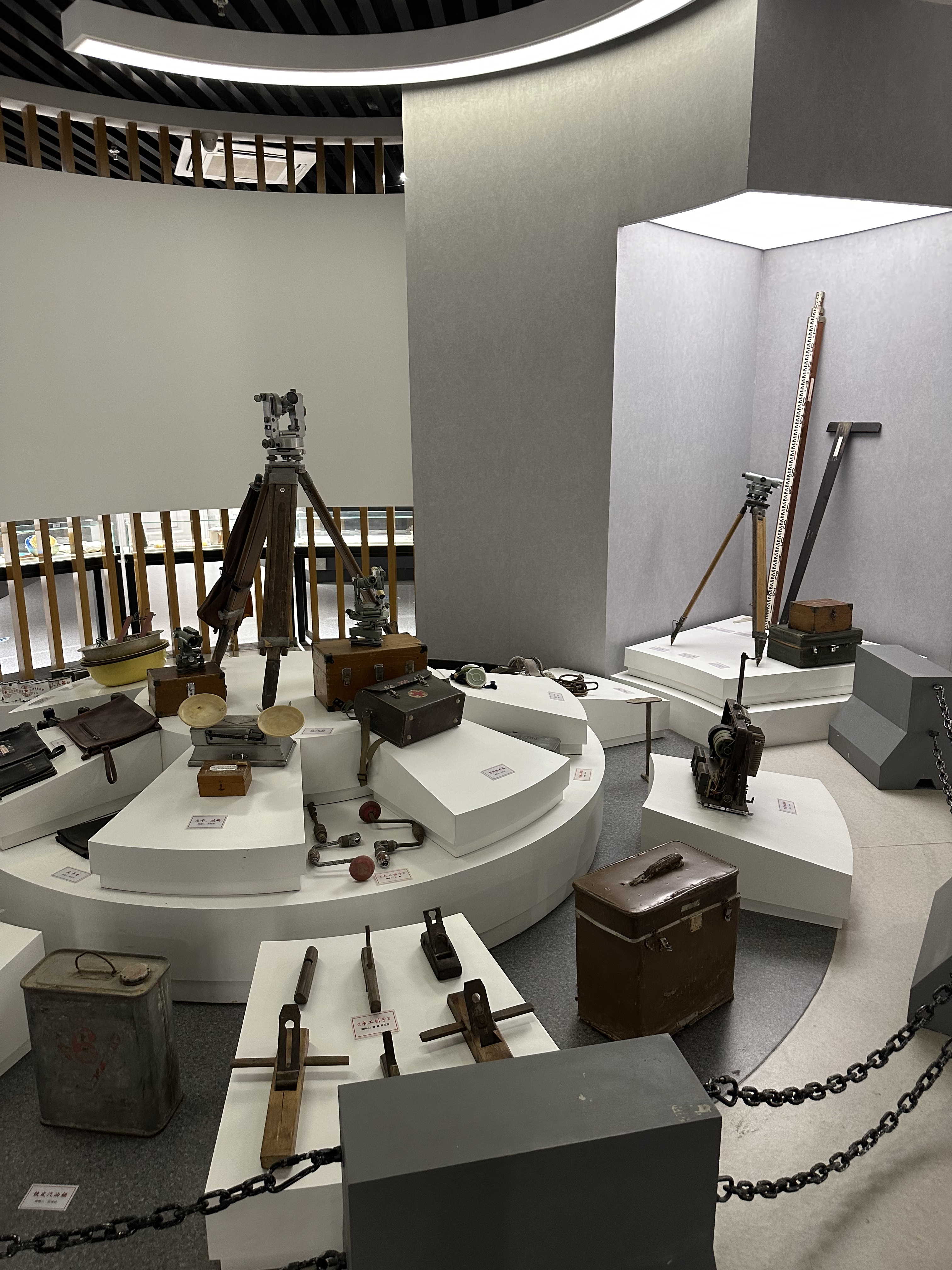
独库公路博物馆部分展品